# Nicoleta Luca-Meițoiu

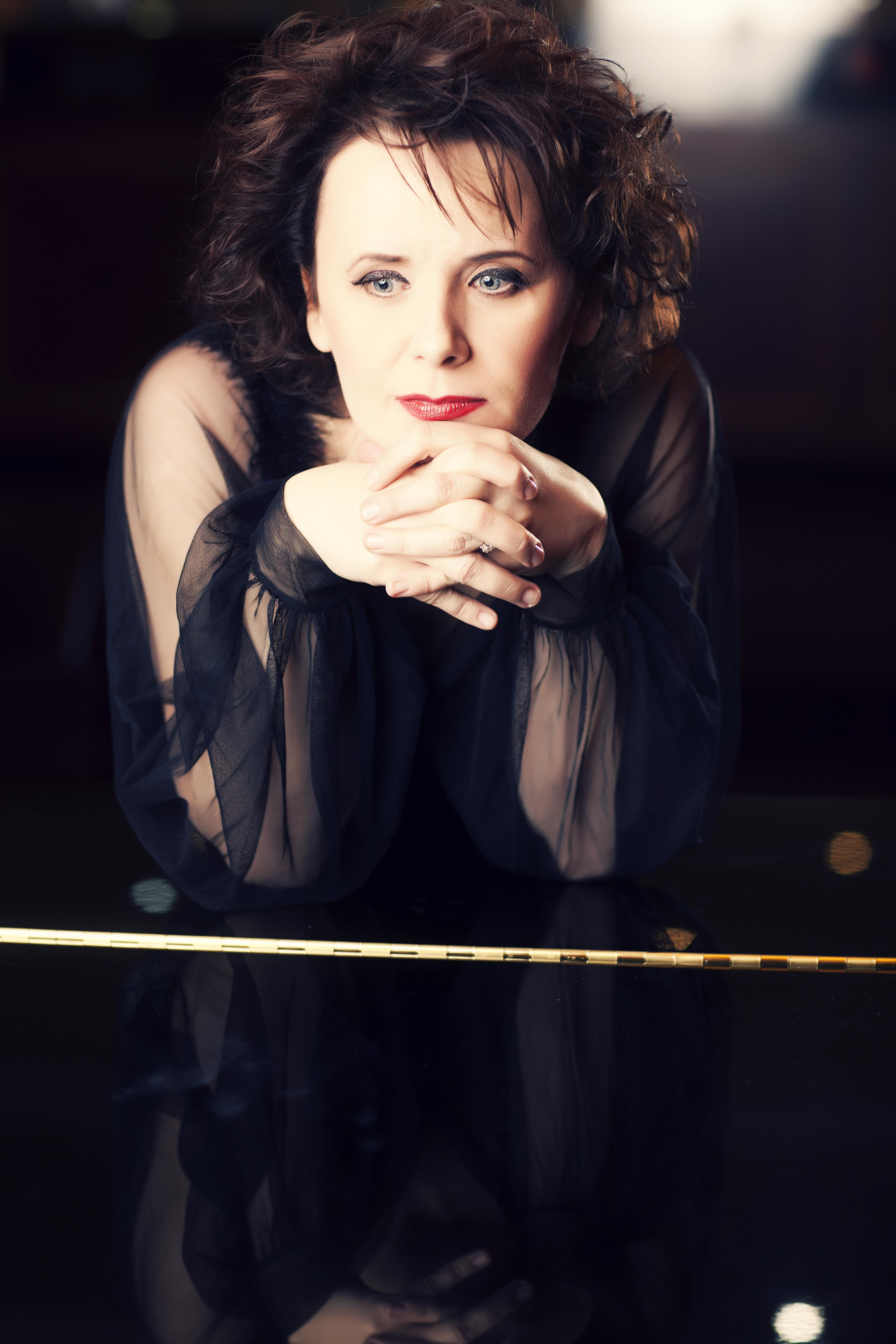
Nicoleta Luca-Meițoiu

Nicoleta Luca-Meițoiu (* 24. Mai 1969 in Iași) ist eine rumänische Pianistin.

## Leben

### Studien
Nicoleta Luca-Meițoiu absolvierte ihre musikalische Ausbildung bei der Kunstschule Octav Băncilă in Iași bei Marin Pânzaru und besuchte danach die Musikakademie in Iași bei Ioan Welt und Mircea Dan Răducanu sowie die Nationale Musikuniversität Bukarest bei Gabriel Amiraș und Viniciu Moroianu besucht.
1993 nahm sie am Meisterkurs des deutschen Pianisten Wolfgang Wagenhäuser in Bukarest und in Aurich teil. Des Weiteren erhielt sie zusätzliche Anregungen beim britischen Pianisten Martin Hughes, Professor an der Universität der Künste Berlin.

### Künstlerische Karriere
1987 debütierte sie mit dem Konzert Nr. 1 in C-Dur von Ludwig van Beethoven zusammen mit der Philharmonie Moldova Iași, Dirigent George Vintila. Danach wurde sie eingeladen, Konzerte zusammen mit rumänischen Philharmonien Hermannstadt, Bacău, Ploiești, Botoșani, Râmnicu Vâlcea zu geben. Sie nahm an Konzerten unter der Führung bekannter rumänischer und ausländischer Dirigenten, wie Petre Sbârcea, Ovidiu Bălan, Neale Bartee (USA), Roberto Misto (Italien), Octav Calleya (Spanien), Arild Andersen (Norwegen) teil und konzertierte als Solistin in den Konzertsälen von Bukarest wie Bukarester Athenäum, Nationales Kunstmuseum von Rumänien, Schloss Cotroceni, George Enescu Museum.
Als Solistin wurde sie eingeladen mit verschiedenen Kammerorchestern im Ausland zu konzertierten, wie in New York in Carnegie Hall  (Isaac Stern Auditorium), Chicago (Chicago Historical Society), Detroit, in Kanada (Ottawa) aber außerdem in Australien, dann in Deutschland (in Berliner Philharmonie Kammermusiksaal und in München), in Italien (Rom, in Piazza del Popolo und bei der Academia di Romania), in Israel (Tel Aviv, Haifa und Jerusalem), in Tschechien (im Kongresssaal – Prag), in Bulgarien (als Solistin mit der Philharmonie aus Vidin), Republik Moldawien (Soloklavierkonzert bei der Musikhochschule in Chișinău).
Mit dem weltbekannten Panflötist Gheorghe Zamfir zusammen spielte sie zahlreiche Konzerte.
Viele ihrer Auftritte wurden von internationalen Fernseh- und Radiosendern übertragen.

## Auszeichnungen
- Preis für Klavierzusammenarbeit (beim Wettbewerb George Dima in Cluj-Napoca)
- Preis für Klavierbegleitung seitens des Verbandes der Kritiker, Redakteure und der Musikgestalter (beim Wettbewerb Mihail Jora)[1]
- Preis Bianca (beim Wettbewerb Mihail Jora)
- Preis „Doina Micu“ (beim Wettbewerb Ionel Perlea)
- Preis für Klavierbegleitung Lisette Georgescu (beim Wettbewerb Mihail Jora) im 2005